# Пол Бокюз
Пол Бокюз (11 февруари 1926 г. – 20 януари 2018 г.) е световноизвестен френски майстор-готвач.
Придобива популярност с високото качество на своите ресторанти и иновативните си методи в кулинарията. Съставителите на справочника „Мишлен“ го обявяват за „готвач на века“ през 1989 г.

## Биография
Пол Бокюз е роден в семейство, в което кулинарната традиция се предава от баща на син в продължение на три века. Той става основоположник на направлението „нова френска кухня“, което залага на здравословните храни и кулинарни техники.
Започва работа в семейния ресторант Auberge du Pont de Collonges край Лион през 1956 г. След две години получава първата си звезда на Мишлен, а през 1965 г. ресторантът вече е с три звезди.
Бокюз е създател на прочутата супа от трюфели, наречена с инициалите на тогавашния президент на Франция Валери Жискар д'Естен (V.G.E), която и все още се поднася на гостите на Елисейския дворец.
През март 2011 г. престижната американска кулинарна школа Culinary Institute of America го отличава с наградата „Майстор-готвач на века“.

## „Златният Бокюз“
През 1987 г. Пол Бокюз основава международния кулинарен конкурс на свое име „Златният Бокюз“ (Bocuse d’Or), който се провежда ежегодно. Наградата в него е сред най-престижните отличия за шеф-готвачи в света.

## Смърт
Пол Бокюз умира на 20 януари 2018 г. на 91-годишна възраст в съня си в своята странноприемницата в Колонж о Мон д'Ор, близо до Лион. В последните години от своя живот той страда от болестта на Паркинсон. След смъртта му френският президент Еманюел Макрон прави изявление, в което го нарича „въплъщение на френската кухня“. На погребението му присъстват 1500 майстор-готвачи от целия свят.